# MIRI

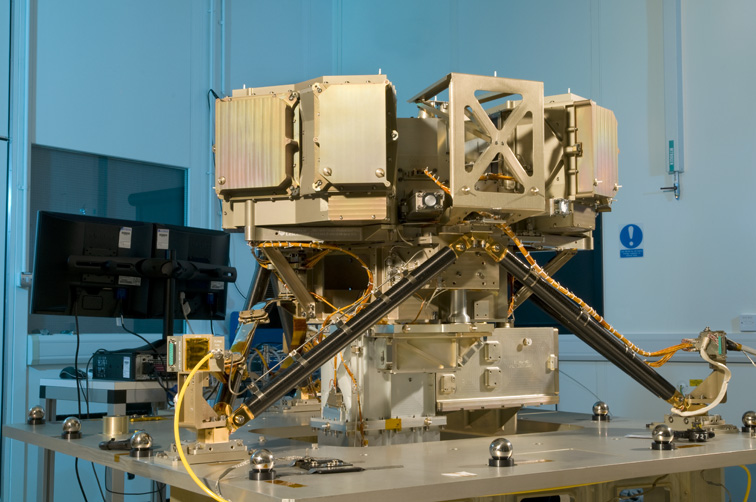
Lo strumento MIRI installato sul telescopio spaziale James Webb

Lo strumento MIRI (Mid-Infrared Instrument), installato sul telescopio spaziale James Webb fornisce modalità di osservazione ed analisi spettroscopica a lunghezze d'onda nel medio infrarosso da 4,9 a 28,8 μm. Queste lunghezze d'onda sono ottimali per la visualizzazione diretta di esopianeti caldi e l'analisi delle loro atmosfere tramite spettroscopia; l'identificazione e la caratterizzazione di galassie lontane a redshift z > 7; lo studio di polveri calde e gas molecolare di stelle giovani e di eventuali dischi proto-planetari. Per raggiungere questi obiettivi, MIRI offre una vasta gamma di modalità di osservazione,tra cui: 
- visualizzazione;
- spettroscopia a bassa risoluzione slitted (a fenditura) e slitless (senza fenditura);
- spettroscopia integrale a unità di campo (IFU) a media risoluzione;
- coronografo.

## Visualizzazione

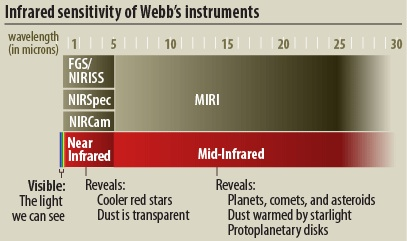
Frequenza operativa degli strumenti del JWST. La MIRI ha copre un'ampiezza totale dai 4,9 a 28,8 μm, con la fotocamera che opera nell'intervallo dai 5,6 a 25,5 μm. Si noti gli oggetti celesti oggetto si studio sulle diverse frequenze.

Per la visualizzazione, la termocamera MIRI offre 9 filtri a banda larga che coprono le lunghezze d'onda da 5,6 a 25,5 μm per un campo visivo di 74" × 113" (secondi d'arco), e una definizione di 0,11" / pixel. La MIRI in modalità immagine supporta anche l'uso di rilevatori a sub-matrici per obiettivi luminosi ed una varietà di modelli di dithering (retinatura) per migliorare il campionamento delle immagini alle lunghezze d'onda più corte. Il dithering è una tecnica di acquisizione dei dati finalizzata a rimuovere gli artefatti (disturbi) del rilevatore, rimuovere gli spazi vuoti, fornire un migliore campionamento della funzione di diffusione dei punti e contrastare l'influenza di disturbo dei raggi cosmici, facilitando anche l'auto-calibrazione. Un apposito software ad interfaccia grafica, l'Astronomer's Proposal Tool (APT), può essere utilizzato congiuntamente alla MIRI per sviluppare, convalidare e presentare proposte in peer-review per le successive osservazioni del telescopio James Webb.

## Coronografia
Il canale di imaging di MIRI è dotato di 4 coronografi che forniscono una visualizzazione ad alto contrasto (HCI, Hight Contrast Image), coprente bande di lunghezza d'onda da 10 a 23 μm. Oltre al coronografo classico di tipo Lyot (che prevede un angolo di lavoro interno (IWA) di ~ 3λ / D), MIRI incorpora anche la tecnologia a coronografo a maschera di fase a 4 quadranti per fornire il più piccolo angolo possibile IWA di ~ 1 λ / D a frequenze da 10 a 16 μm. L'angolo di lavoro interno IWA, espresso in λ / D o milliarcosecondi, è il più piccolo angolo che può essere risolto, in risoluzione spaziale, tra una stella ed un esopianeta orbitante. La tecnologia a maschera di fase consente di approfondire lo studio di esopianeti e sorgenti circumstellari triplicando la risoluzione che è possibile ottenere con un normale coronografo.

## Spettroscopia

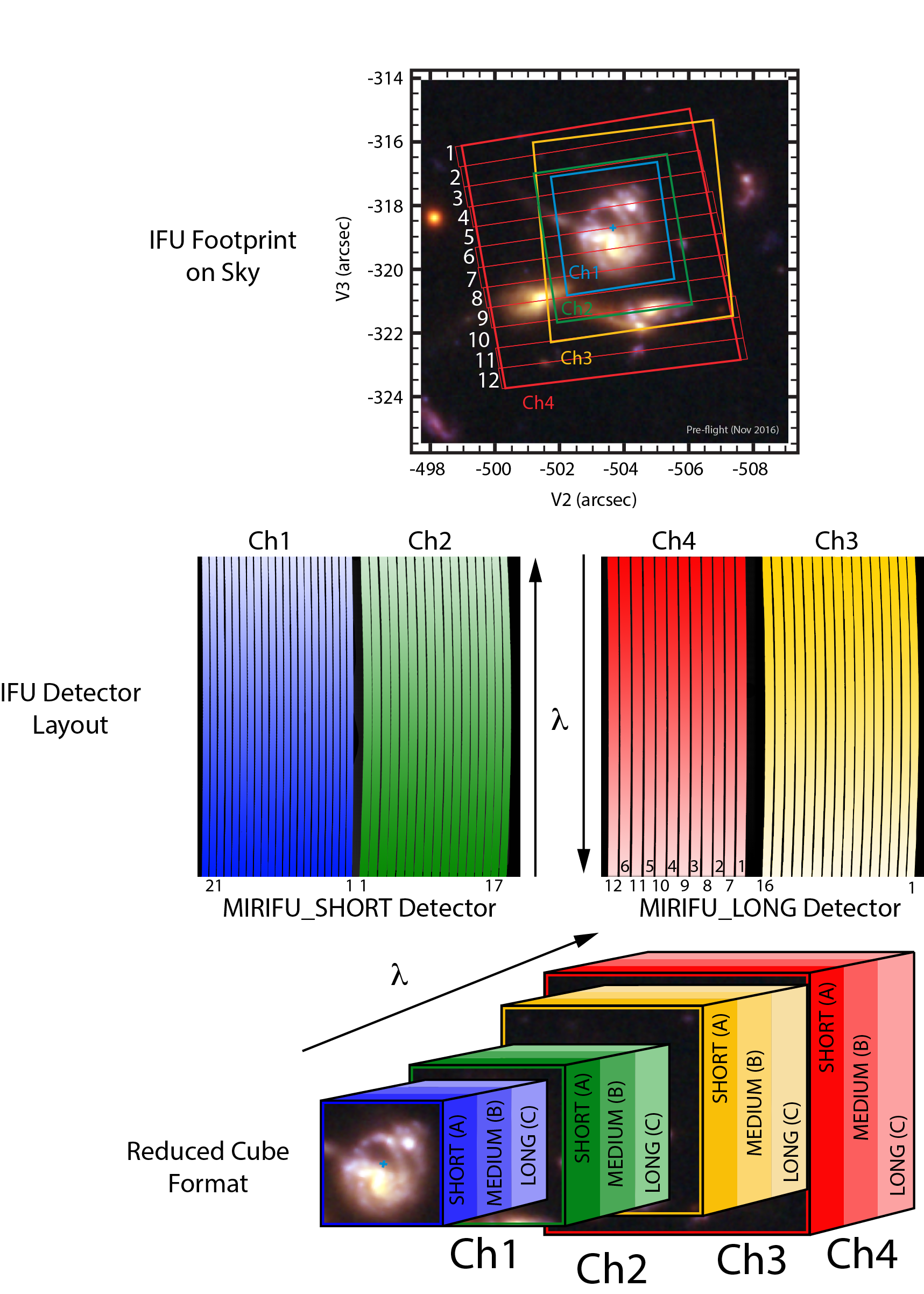
MIRI: schematica del MRS (Medium-Resolution Spectrograph). Fila superiore: un'impronta reale rettangolare di una porzione di cielo per ciascuno dei quattro canali MRS in coordinate spaziali V2, V3 dell'osservatorio. I canali 1, 2, 3 e 4 sono indicati rispettivamente in azzurro, verde, giallo e rosso. A scopo illustrativo, per il canale 4 sono indicate le 12 singole porzioni d'area in cui è campionata la frequenza (o onda luminosa). Fila centrale: il formato degli spettri MRS dispersi sui due rilevatori spaziali per ogni singola esposizione. Ogni banda codificata a colori rappresenta lo spettro disperso "a lunga fenditura" per ogni singola striscia. Le strisce che sono adiacenti nel cielo sono "interfogliate" sul rilevatore (come indicato per il canale 4). Riga di fondo: un'area spaziale (cubo) di dati che unisce le informazioni da tutti e quattro i canali e tutte le tre impostazioni di griglia (SHORT, MEDIUM e LONG) in un formato 3D.

MIRI consente spettroscopia a bassa e media risoluzione. A bassa risoluzione L'LSR (Low Resolution Spectrometer) può essere impostato in modalità di tipo slit (a fessura) e slitless (senza fessura) a lunghezza d'onda da 5 a 12 μm, utilizzando un doppio prisma montato sulla ruota del filtro MIRI, filtro progettato per fornire una risoluzione spettrale di R = 40 a 5 μm , e R = 160 a 10 μm (<2 "), l'LSR è ottimizzato per osservazioni di fonti compatte quali stelle ospitanti esopianeti. La maggior parte delle osservazioni scientifiche in modalità slit a media risoluzione utilizzerà il dithering, che può mitigare gli effetti di pixel difettosi ed effettuare osservazioni dello sfondo; meno indicato è invece nei casi in cui anche i pixel periferici sono fondamentali, come nella valutazione dei transiti extrasolari.
La spettroscopia a media risoluzione MRS (Medium Resolution Spectrometer) è una modalità di osservazione dello strumento MIRI di JWST che consente osservazioni spaziali e spettrali simultaneamente a lunghezze d'onda tra 4,9 e 28,8 μm su un FOV (field of view, campo visuale) contiguo fino a 7,2"× 7,9".
La MRS è l'unica configurazione esplorativa sul JWST che offre spettroscopia a media risoluzione (con R da 1500 a 3500) per lunghezza d'onda di 5,2 μm. Le osservazioni MRS vengono eseguite utilizzando 4 spettrografi a campo integrale (IFU, integral Field Unit), ognuno dei quali copre simultaneamente una diversa porzione della gamma di lunghezze d'onda distinta, tra 4,9 e 28,8 μm.
Questo tipo di spettrografia suddivide il campo visivo in porzioni spaziali, ognuna delle quali produce uno spettro distribuito su long-slit. La post-elaborazione produce un'immagine cubica tridimensionale composta (2 dimensioni spaziali ed una spettrale), che ricompone ed assembla le informazioni da ciascuna di queste porzioni spaziali.
Le configurazioni in MRS sono state progettate per consentire osservazioni efficienti di sorgenti puntiformi, sorgenti compatte e ad ampia estensione. Le osservazioni vengono effettuate agendo sul controllo di 3 variabili primarie:
- copertura della lunghezza d'onda; la lunghezza d'onda coperta da MIRI (tra i 4,9 e 28,8 μm) viene campionata simultaneamente dai 4 canali a unità di campo IFU, ognuno dei quali copre una porzione di essa. Poiché ogni unità può coprire un terzo della lunghezza di banda di propria competenza, la composizione di un'immagine si ripete per 3 fasi (o impostazioni: short, medium e long), ottenendo così un'immagine composta in cui ogni canale fornisce 12 porzioni di banda per un totale di 48 segmenti che andranno così a comporre l'immagine spettro-visiva.
- schema di dithering
- modalità di lettura del rivelatore e tempo di esposizione

## Raffreddamento
Miri è raffreddato da un impianto criogenico attivo alloggiato sull'ISIM dell'osservatorio, che mantiene la temperatura sotto i 7 K.

## Ricerca e risultati scientifici
Tra le indagini di ricerca programmate (GTO, osservazioni a tempo garantito), verrà approfondita la HUDF (Hubble Ultra Deep Field) per studiare il tasso di formazione stellare corrente. In un'area grande circa il 40% del HUDF si prevede di scoprire circa 2500 nuove galassie in una fascia spettrale non rilevabile con i telescopi ottici.